# بدائيات النوى
طَلِيعيات النَّوَى أو بُدَائِيَّات النَّوَى (بضم الباء، وفتح النون) [خلية بُدائية النَّواة (صفة للمفرد)، خلايا بُدائية النَّوَى (صفة للجمع)، بُدائيات النَّوَى (اسم بصيغة الجمع)] (بالإنجليزية: Prokaryotes)‏ تنقسم الخلية البُدائية النَّواة على جزئين رئيسَين، هما: الهَيُولَى وشِبه النَّواة المسماة المِنطقة النووية، يحيط بهما الغشاء الخلوي يُحاط أحيانًا (كما في بعض الجراثيم، وفي الطحالب) بجدار خلوي صُلْب أو شِبه صُلْب يحافظ على الخلية ويؤمن لها الدعم، يسمى الغُلْفَة. يتراوح معدل حجم الخلية البُدائية النَّواة بين 1 - 10 ميكرومتر. ولا تستطيع الخلية الاستمرار في الحياة إذا تَلِفَ غشاؤها. وينطوي الغشاء الهَيُولِيّ في بعض بُدائيات النَّواة مكونًا طيات وثنايا، ولكنها ليست منفصلة عن الغشاء الهَيُولِيّ؛ فلا تعدّ تراكيبَ داخلية، بعض هذه الطيات الجسميات المتوسطة وهي محتوية على الأنزيمات الأساسية الضرورية لعملية التنفس الهوائي (وهي التي تحدث في المتقدرات (Mitochondria) في الخلايا حقيقية النَّواة، ولكن عدم وجود أغشية داخلية دائمة يعني عدم وجود تركيز موضعي للفعاليات والنشاطات محددًا بغشاء وهذا هو الاختلاف الرئيس بين النوعين. وتختلف الجسيمات الريبية في بُدائية النَّواة حيث تكون أصغرَ حجماً ويتراوح قُطرها بين 150 - 200 أنغستروم وتكون حرة في الهيولى.
ومعظم بُدائيات النَّوَى كائناتٌ أحادية الخلية، ولكن توجد بُدائيات نَوَى، كالجرثومة المخاطية تمر بمراحل متعددة الخلايا في دورة حياتها.

## أصل التسمية
تسمى هذه الخلايا بالبُدائية (بضم الباء) النَّوَى (بفتح النون) لأنها تحوي، كما تعرف بعدة مسميات أخرى كالنَّواة والنوه وإضافة إلى الهيولى، مِنطقة كثيفة ذات شكل غير منتظم، تسمى المِنطقة النووية، إذ تفتقد هذه الخلايا لغشاء فاصل بين الهيولى والمنطقة النووية التي تحوي الحَمْن (أي المادة الوراثية)، وهو الفرق الرئيس بين الخلايا البُدائية النَّوَى والخلايا الحقيقية النَّوَى.

## نقل الحَمض النووي
يحدث نقل الحَمض النووي بين الخلايا بدائية النواة في البكتيريا والأركيون (البدائيات)، على الرغم من أنها قد درست بشكل أساسي في البكتيريا. يحدث نقل الجينات في البكتيريا من خلال ثلاث عمليات. هذه هي (1) انتقال الفيروس البكتيري (البكتيرية)، (2) الاقتران بوساطة البلازميد، و (3) التحول الطبيعي. يبدو أن انتقال الجينات البكتيرية عن طريق البكتيريوفاج يعكس خطأ عرضيًا أثناء التجميع داخل الخلايا لجزيئات الفيروس، بدلًا من تكيف البكتيريا المضيفة. يخضع نقل الحمض النووي البكتيري لسيطرة جينات البكتيريوفاج وليس الجينات البكتيرية. يجري التحكم في الاقتران في نظام الإشريكية القولونية المدروسة جيدًا بواسطة جينات البلازميد، وهو تكيف لتوزيع نسخ من البلازميد من مضيف بكتيري إلى آخر. في حالات نادرة خلال هذه العملية، قد يتكامل البلازميد في الكروموسوم البكتيري المضيف، وبالتالي ينقل جزءًا من الحمض النووي البكتيري المضيف إلى بكتيريا أخرى. يبدو أيضًا أن النقل بوساطة البلازميد للحمض النووي البكتيري المضيف (الاقتران) هو عملية عرضية وليس تكيفًا بكتيريًا.
يتضمن التحول البكتيري الطبيعي نقل الحمض النووي من بكتيريا إلى أخرى عبر الوسط المتداخل. على عكس التنبيغ والاقتران، من الواضح أن التحول هو تكيف جرثومي لنقل الحمض النووي، لأنه يعتمد على العديد من منتجات الجينات البكتيرية التي تتفاعل على وجه التحديد لأداء هذه العملية المعقدة. لكي تتحد البكتيريا وتتناول الحمض النووي للمانح وتعيد تجميعه في كروموسومها الخاص، يجب أن تدخل أولًا في حالة فسيولوجية خاصة تسمى الكفاءة. هناك حاجة إلى حوالي 40 جينًا في العصوية الرقيقة لتطوير الكفاءة. يمكن أن يصل طول الحمض النووي المنقول أثناء تحول عصوية رقيقة إلى ثلث الكروموسوم بأكمله. التحول هو نمط شائع لنقل الحمض النووي، ومن المعروف حتى الآن أن 67 نوعًا من بدائيات النوى مؤهلة بشكل طبيعي للتحول.
بين الآركيونات، تشكل الملحاء العصوية جسورًا هيوليًا بين الخلايا التي يبدو أنها تستخدم لنقل الحمض النووي من خلية إلى أخرى. آركيون آخر، سلفولوبوس سولفاريكوس، ينقل الحمض النووي بين الخلايا عن طريق الاتصال المباشر. فرولس وآخرون وجد أن تعرض سلفولوبوس سولفاريكوس لعوامل ضارة للحمض النووي يحفز التجميع الخلوي، واقترح أن التجميع الخلوي قد يعزز نقل الحمض النووي بين الخلايا لتوفير إصلاح متزايد للحمض النووي التالف عن طريق إعادة التركيب المتماثل.